# Mečtateli
Mečtateli (Мечтатели) è un film del 1934 diretto da David Samojlovič Mar'jan.